# Чекин Чур Бильге
Чекин Чур Бильге (также Чакин Чур Бильга; ? — 709) — тюркский афшин, один из правителей Пенджикента (предполагаемая дата начала правления — конец VII  в. — 709 год).

## Биография

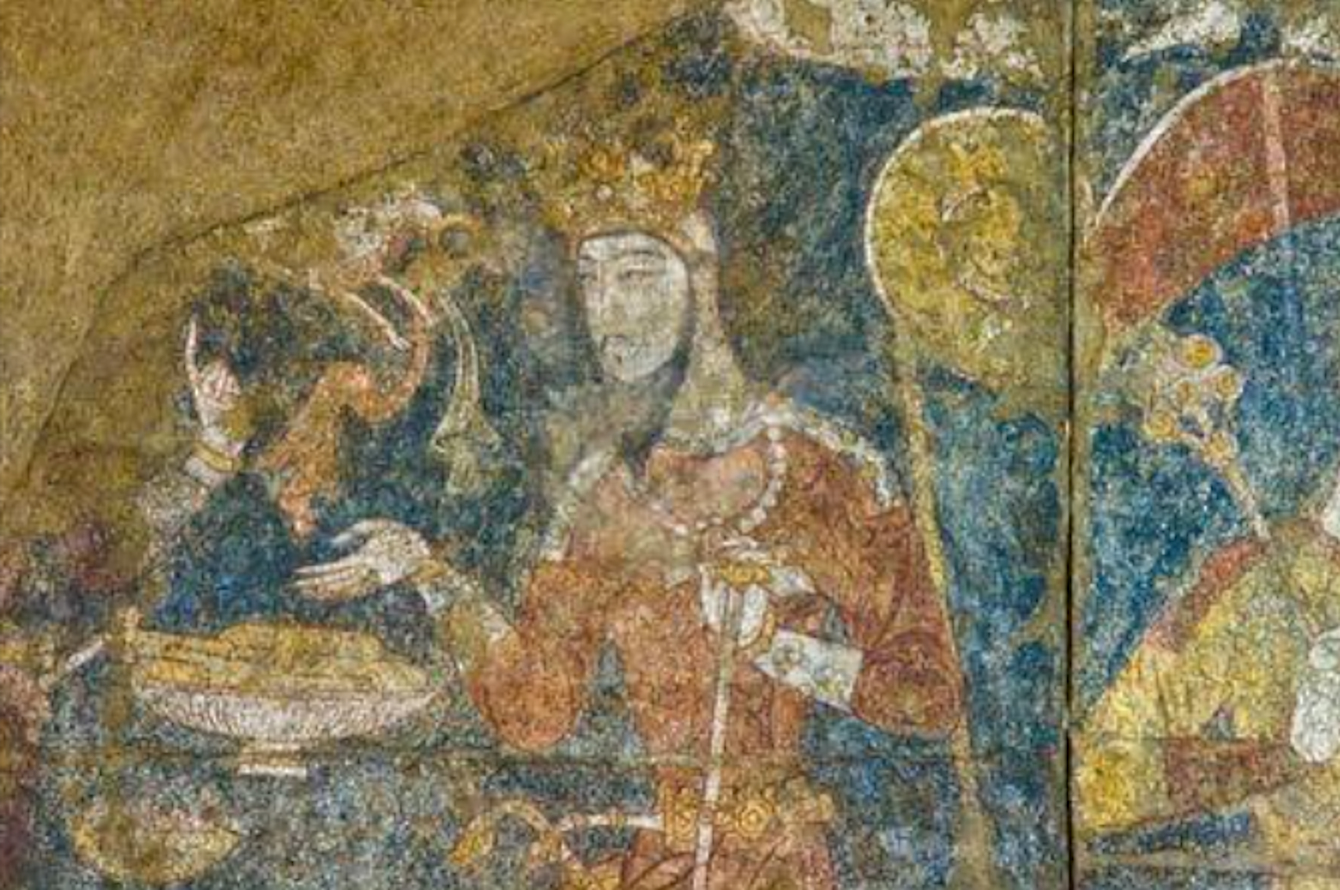
Портрет из живописи Пенджикента, VII—VIII вв.

Монеты Чекина Чур Бильги имеют надпись: «правитель Панча государь Бильге». Он был тюркского происхождения, в мугском юридическом документе В-8, представлена полная форма имена — Чекин Чур Бильге сын Бычута.
Из трёх компонентов имени Чекин-Чур Бильге — собственно имени, титула и почетного эпитета — основным был последний (явление, известное в древнетюркской ономастике).
На дочери Чекина Чур Бильге был женат Диваштич. После его смерти в 709 году он стал правителем Пянджикента.